# گوناگونی انسان

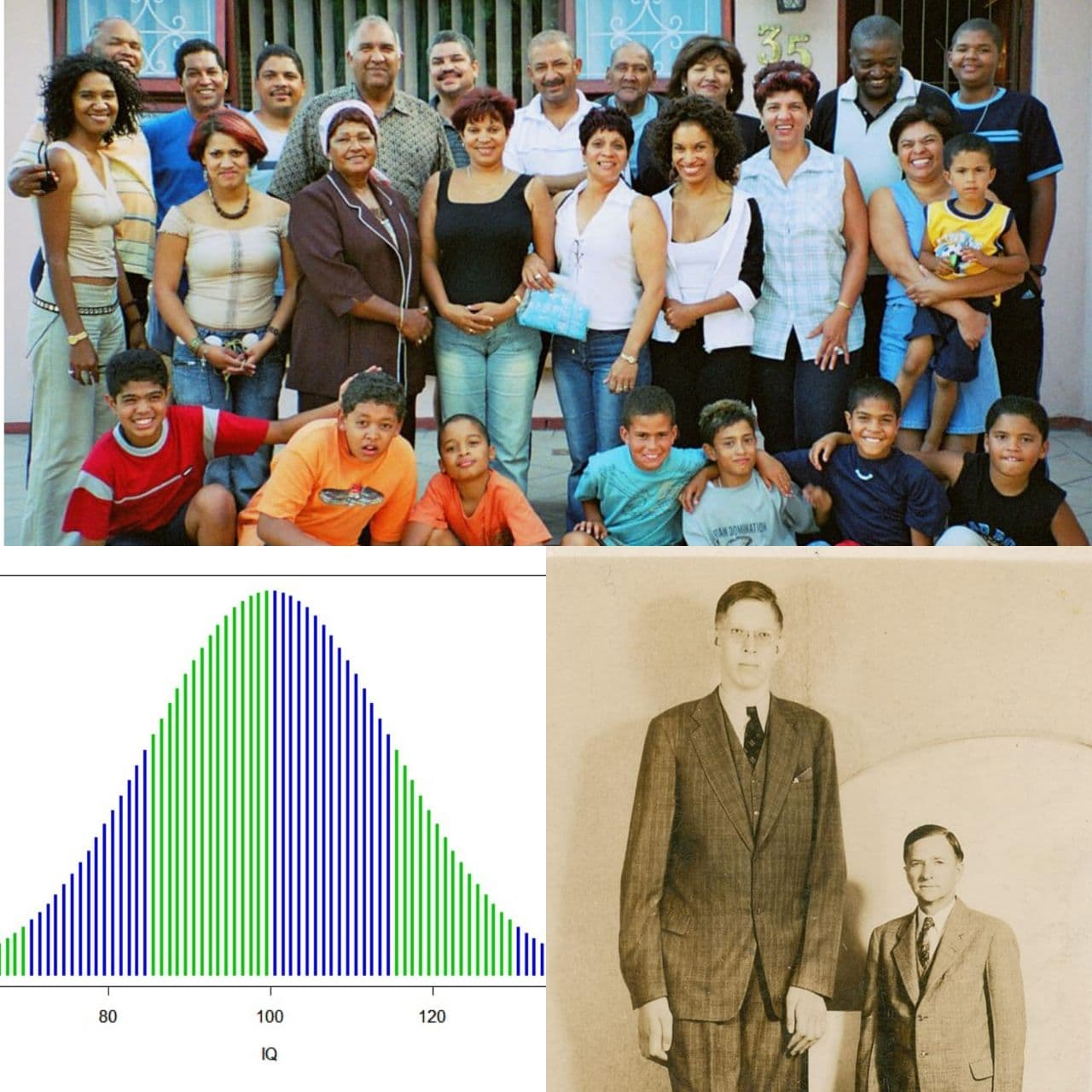
نمونه‌هایی از گوناگونی فنوتیپی انسان: افراد با سطوح مختلف رنگ پوست، توزیع نرمال نمره IQ، بلندترین مرد ثبت‌شده در تاریخ - رابرت وادلو - با پدرش.

گوناگونی انسانی (به انگلیسی: Human variability) یا گوناگونی انسان (به انگلیسی: Human variation)، طیفی از مقادیر ممکن برای هر ویژگی فیزیکی یا ذهنی انسان است.
حوزه‌های متنوعی که اغلب مورد بحث قرار می‌گیرند عبارتند از توانایی شناختی، شخصیت، ظاهر فیزیکی (شکل بدن، رنگ پوست و غیره) و ایمنی‌شناسی. گوناگونی تا اندازه‌ای قابل وراثت و تا حدی اکتسابی است (بحث سرشت در برابر پرورش). از آنجایی که گونه انسان دوشکلی جنسی را نشان می‌دهد، بسیاری از صفات نه تنها بین جمعیت‌ها، بلکه بین جنس‌ها نیز گوناگونی چشمگیری را نشان می‌دهند.

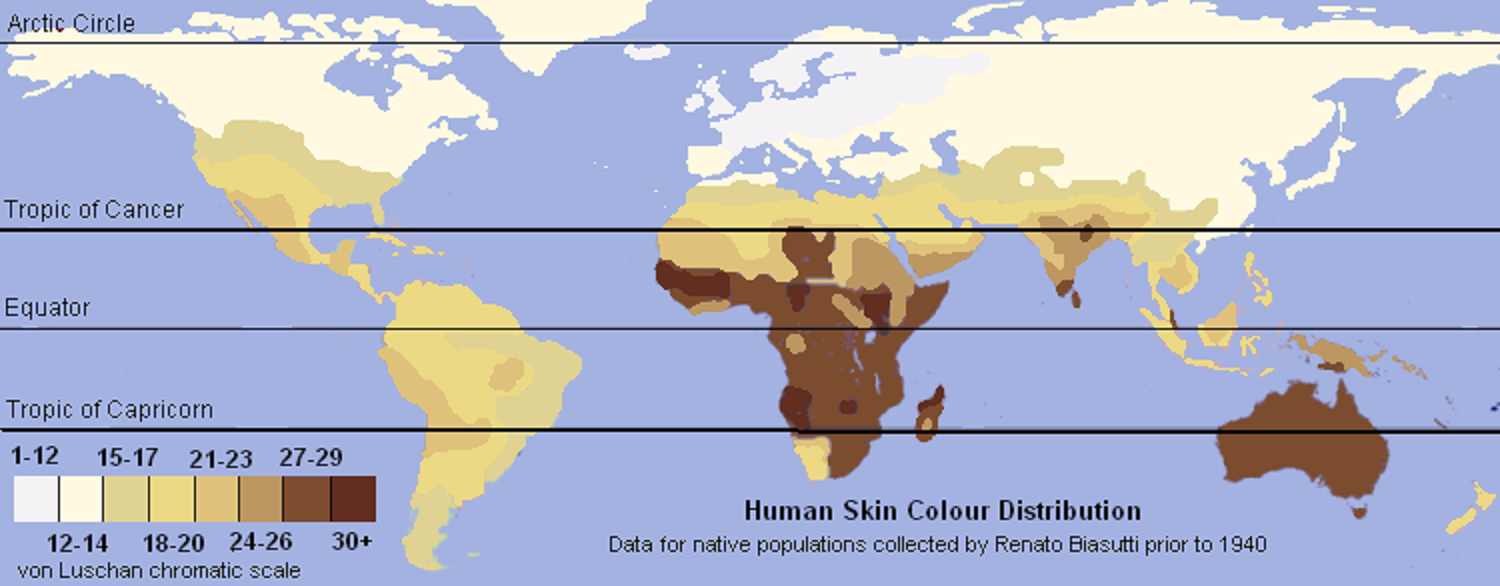
نقشه رنگ پوست جهان از داده‌های گردآوری‌شده از جمعیت‌های بومی پیش از سال ۱۹۴۰، بر اساس مقیاس رنگی فون لوشان

## گوناگونی رایج انسانی
| نوع تنوع            | مثال                                      |
| ------------------- | ----------------------------------------- |
| ارتباط جنسی         | سندرم کلاین فلتر سندرم ترنر مونث نر       |
| رنگ پوست            | رنگ پوست انسان آلبینیسم                   |
| رنگ چشم             | رنگ چشم مقیاس مارتین                      |
| رنگ مو              | رنگ موی انسان رنگ کردن مو                 |
| مقدار مو            | ریزش مو هیرسوتیسم                         |
| بخش‌های اضافی بدن    | پلی داکتیلی بخش اضافی بدن                 |
| اجزای از‌دست‌رفته بدن | آملیا (نقص مادرزادی) انقباض باند آمنیوتیک |
| فنوتیپ‌های مغلوب     | شکاف لب و شکاف کام لاله گوش               |

| نوع تنوع                   | مثال                           |
| -------------------------- | ------------------------------ |
| قطع عضو                    | قطع عضو                        |
| کوری                       | کور رنگی اختلال بینایی         |
| ناشنوایی                   | ناشنوایی تُن از دست دادن شنوایی |
| لال بودن                   | لال بودن لالی انتخابی          |
| بیماری‌های ژنتیکی / درازمدت | بیماری سلول داسی‌شکل تریزومی ۲۱ |

| نوع تنوع           | مثال                         |
| ------------------ | ---------------------------- |
| باروری (Fertility) | ناباروری باروری طبیعی        |
| باروری (Fecundity) | انتخاب باروری عقیمی نرخ تولد |

| دیگر جنبه‌های ظاهر فیزیکی انسان | نوع تنوع               | مثال |
| به‌دست‌آمده                      | خال کوبی جراحی پلاستیک |      |
| وزن بدن                        | چاقی بی‌اشتهایی عصبی    |      |

| نوع تنوع         | مثال                          |
| ---------------- | ----------------------------- |
| سن               | یائسگی بلوغ دوران کودکی       |
| ناهنجاری‌های رشدی | سندرم‌های پروژروئید سندرم ورنر |

| نوع تنوع       | مثال                                        |
| -------------- | ------------------------------------------- |
| خلق و خوی      | برونگرایی و درونگرایی پنج ویژگی بزرگ شخصیتی |
| توانایی خلاقیت | مهارت خلاقیت                                |